# Cnemidophorus flavissimus
Cnemidophorus flavissimus là một loài thằn lằn trong họ Teiidae. Loài này được Ugueto, Harvey & Rivas mô tả khoa học đầu tiên năm 2010.